# Classe Lafayette
I sottomarini lanciamissili balistici a propulsione nucleare di classe Lafayette sono stati un importante strumento di deterrenza nucleare della United States Navy. Erano un'evoluzione dei sottomarini della classe Ethan Allen e vennero prodotti in 9 unità, la prima delle quali entrò in servizio nei tardi anni sessanta.
Dotati di 16 missili balistici Polaris e, successivamente, Poseidon, con una gittata di 3000–5000 km e armati con testate nucleari multiple, i Lafayette sono stati la principale classe di SSBN (Sottomarini Lanciamissili Balistici Nucleari) statunitense per circa 20 anni, prima di essere progressivamente sostituiti dagli Ohio, armati con missili Trident di gittata maggiore.

## Progettazione
La classe Lafayette era stata costruita utilizzando le conoscenze accumulate con la classe Ethan Allen, che era la prima classe di sottomarini appositamente progettata per il trasporto ed il lancio di missili intercontinentali, mentre i battelli della classe George Washington erano stati costruiti modificando battelli già esistenti. Il primo battello della classe Lafayette fu commissionato nel 1961, seguito da altre 8 unità che furono tutte commissionate entro il 1962. I battelli costruiti dalla decima unità in poi subirono alcune lievi modifiche, che comprendevano missili più moderni ed impianti di propulsione migliorati; i battelli costruiti con queste modifiche non furono più considerati facenti parte della classe Lafayette, ma vennero bensì classificati come appartenenti alla classe James Madison.
Le unità della classe Lafayette furono tutte costruite da soli tre cantieri navali, motivo per il quale le unità poterono essere assemblate in soli pochi anni, contrariamente a quanto invece avvenne per le classi di battelli successive, quali la classe Ohio e la classe Los Angeles, che invece furono costruite in un periodo complessivo che raggiungeva anche i venti anni tra la consegna della prima e dell'ultima unità. Ogni unità venne a costare all'incirca 110 milioni di dollari.